# أنجالي ديفي
أنجالي ديفي (24 أغسطس 1927 - 13 يناير 2014)، ممثلة ومنتجة هندية.

## حياتها العائلية
ولدت أنجالي ديفي في منطقة الشرق جودافاري في ولاية أندرا براديش، الهند . وقالت أنها غيّرت اسمها إلى أنجاني كوماري عندما يتصرف في الأعمال الدرامية. وفي وقت لاحق، غيّرت مدير C. Pullaiah اسمها إلى أنجالي ديفي.

## جوائزها

### فيلمفير
أفضل ممثلة تيلغو 1955-1957-1958-1959

دكتوراه شرفية 1994

جائزة راجنكوثي فانكاه 1994

جائزة رامنيني 2006

جائزة أي إن أر الوطنية 2008

## وصلات خارجية
- أنجالي ديفي على موقع IMDb (الإنجليزية)
- أنجالي ديفي على موقع قاعدة بيانات الفيلم (الإنجليزية)